# Suvi Do (gmina Blace)
Suvi Do (cyr. Суви До) – wieś w Serbii, w okręgu toplickim, w gminie Blace. W 2011 roku liczyła 309 mieszkańców.